# Intermeccanica

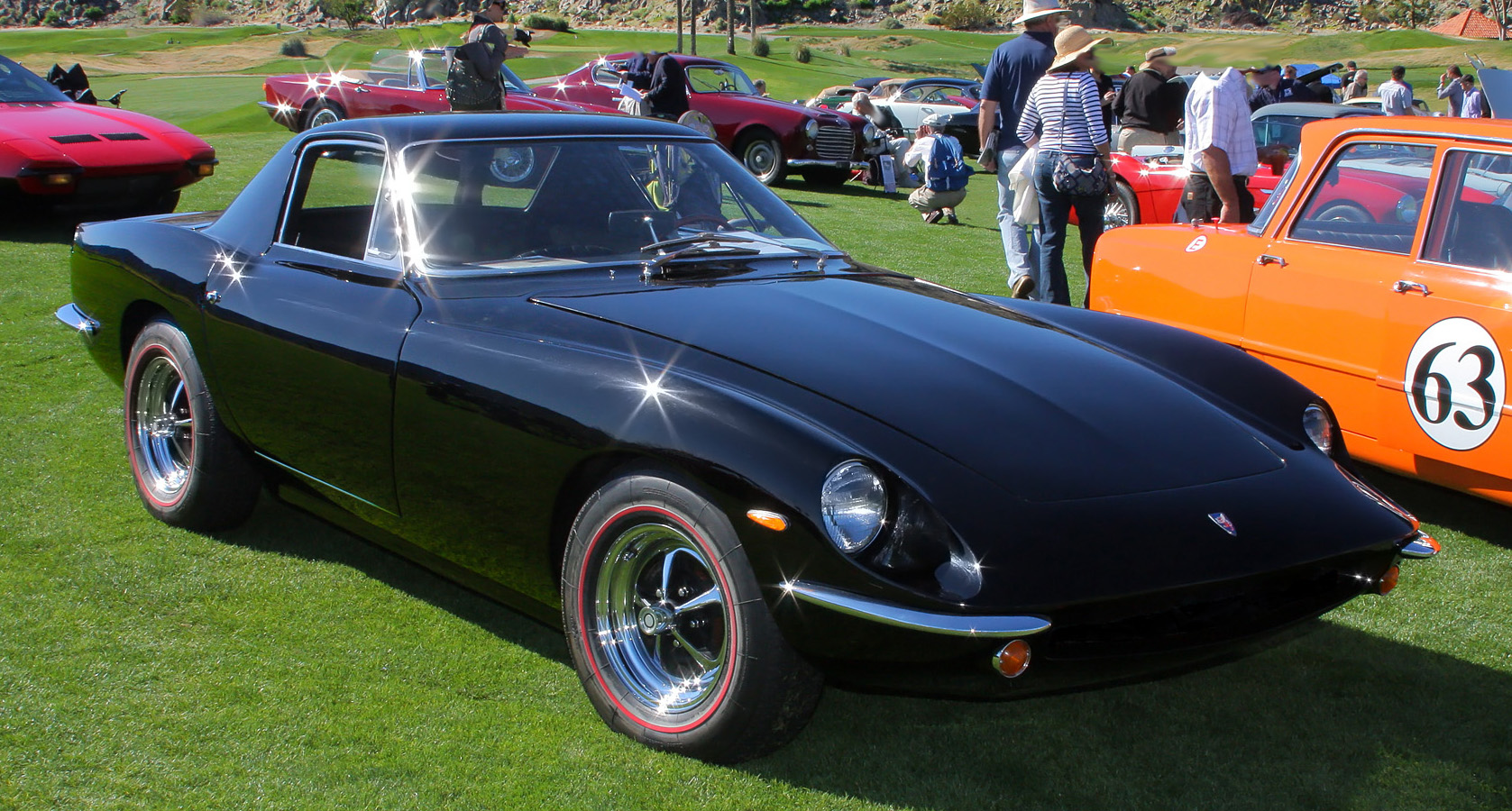
Griffith 1966

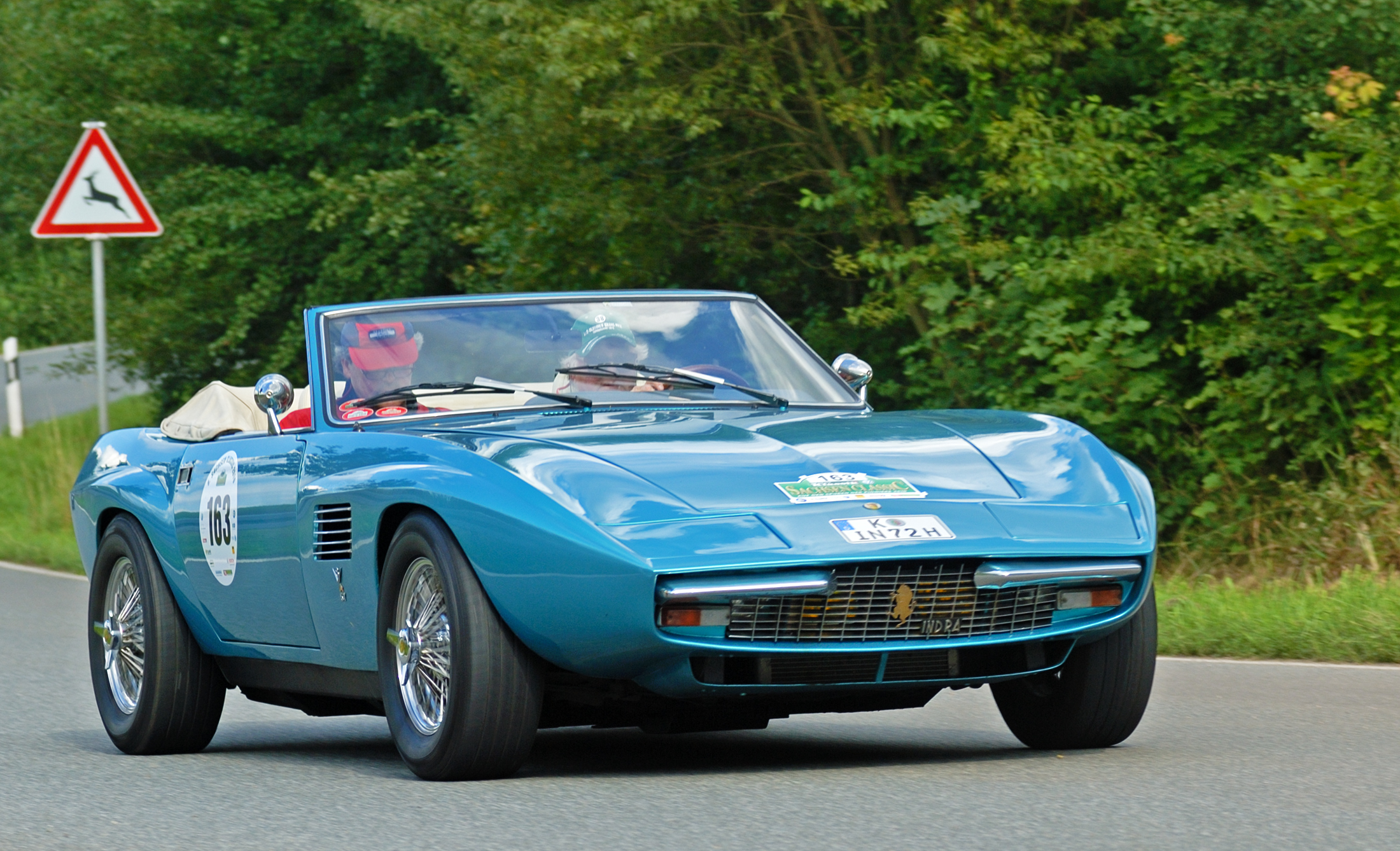
Intermeccanica Indra 1972

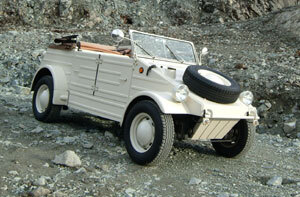
Intermeccanica Kübelwagen.

Intermeccanica är ett kanadensisk företag som bygger repliker på bland annat Porsche Speedster.

## Historik
Företaget startades i italienska Turin av amerikanen Frank Reisner. Han byggde tävlingsbilar, bland annat en svansmotorbil kallad IMP, med motor från Steyr-Puch 500. Senare var Reisner inblandad i Griffith-projektet, där brittiska TVR-bilar försedda med Ford V8-motorer skulle säljas i USA. Sedan projektet gått i stöpet stod Reisner med ett antal överblivna TVR-chassin. Han byggde nya karosser ritade av Franco Scaglione och sålde bilarna som Intermeccanica Italia. Cirka 500 bilar byggdes mellan 1967 och 1971 och var den första bilmodellen med namnet Intermeccanica. Från 1971 samarbetade Reisner med Erich Bitter och byggde Intermeccanica Indra, även dessa med Scaglione-kaross och tekniken från Opel Diplomat.
1975 flyttade Intermeccanica verksamheten till Kalifornien, där man började bygga Porsche-repliker på VW-bas med plastkaross. Sedan 1981 är företaget beläget i New Westminster i Metro Vancouver i Kanada. 